# ميركوري ماونتنير
ميركوري ماونتنير (بالإنجليزية: Mercury Mountaineer)‏ هي سيارة رياضية متعددة الأغراض من صناعة ميركوري أنتجت في 1996 وتوقف إنتاجها في 2011. تم تجميعها في لويفيل، كنتاكي.